# تعلاوت (أولاد صالح)
تعلاوت هي إحدى مشيخات المملكة المغربية، تتبع جغرافيا لإقليم النواصر وإداريًا لأولاد صالح. يقدر عدد سكانها بـ 1277 نسمة حسب الإحصاء الرسمي للسكان والسكنى لسنة 2004.